# Emmanuel Chiva
Pour les articles homonymes, voir Chiva (homonymie).
 (mars 2022).
Si vous disposez d'ouvrages ou d'articles de référence ou si vous connaissez des sites web de qualité traitant du thème abordé ici, merci de compléter l'article en donnant les références utiles à sa vérifiabilité et en les liant à la section « Notes et références ».
Emmanuel Chiva, né le 17 juin 1969 à Paris, est un haut fonctionnaire français. Il est délégué général pour l'armement depuis le 31 juillet 2022, après avoir dirigé l’Agence de l'innovation de défense du ministère des Armées du 1er septembre 2018 au 30 juillet 2022.

## Biographie

### Éducation et formation
Né à Paris en 1969, Emmanuel Chiva effectue sa scolarité à l’École alsacienne. 
Après une classe préparatoire au lycée Saint-Louis, il est diplômé de l’École normale supérieure de Fontenay-Saint Cloud (promotion 1989). 
Durant ses études, il effectue plusieurs séjours sur le campus de l’Université d’Harvard, aux États-Unis. 
Il est docteur en biomathématiques de l'université Paris VI-Pierre-et-Marie-Curie avec une spécialisation en intelligence artificielle et dans le domaine des systèmes complexes et du biomimétisme. Il est auditeur de la 49e session nationale Armement et économie de défense de l'IHEDN (2013-2014), puis exerce les fonctions de conseiller des études de cet organisme pendant trois ans.

### Parcours professionnel
Il a commencé sa carrière en 1997 chez MASA (Mathématiques appliquées SA). Il a exercé les fonctions de directeur général adjoint puis de vice-président exécutif tout en fondant et développant la Business Unit Simulation militaire, à travers un jeu de stratégie en temps réel : Conflict Zone, qu’il développe avec Ubisoft en 2001. En 2001, la société MASA (aujourd’hui MASA Group) a notamment réalisé le système SCIPIO d’entraînement des postes de commandement de l’armée de Terre et développe aujourd’hui les systèmes SWORD et SOULT utilisés en France et par des armées étrangères.
En 2007, il est cofondateur et associé de la société SILKAN spécialisée dans le calcul haute performance, les techniques embarquées et la simulation. À partir de 2018, il était en parallèle président du comité recherche, technologie et innovation du GICAT et président du jury du programme GENERATE d’accompagnement des start-ups innovantes dans le domaine de la défense aéroterrestre et de la sécurité.
Entre avril 2015 et août 2018, il est directeur général adjoint chargé de la stratégie et du développement de la société AGUERIS, issue de Silkan et filiale de CMI Defence (aujourd’hui John Cockerill Defense), société spécialisée dans la simulation opérationnelle et l’entraînement pour les opérateurs de systèmes d’armes.
Emmanuel Chiva est également capitaine de vaisseau de réserve dans la Marine nationale où il entre en 2007. Il a travaillé sur des sujets liés à l’innovation technologique (notamment l’intelligence artificielle) pour l'état-major de la Marine nationale.
Il est nommé directeur de l’Agence de l'innovation de défense par la ministre des Armées Florence Parly, le 1er septembre 2018, qu'il doit mettre en place afin de mener des activités de prospectives stratégiques.
Le 22 juillet 2022, il est nommé en Conseil des ministres délégué général pour l'armement à compter du 1er août 2022.

## Distinctions
- Chevalier de la Légion d'honneur (14 juillet 2019)[10]
- Médaille de l'Aéronautique
- Médaille des services militaires volontaires, argent

## Activités extérieures
Emmanuel Chiva a créé et animé pendant un certain temps le blog VMF214 (vmf214.net) sur l’innovation technologique de défense avant de le mettre en sommeil compte tenu de ses fonctions actuelles.
Il est membre du comité consultatif d’investissement de DEFINVEST (fonds d’investissement du ministère des armées) et a été vice-président de l’association des auditeurs et cadres des hautes études de l’armement (3AED-IHEDN).
Emmanuel Chiva a été également intervenant à Sciences Po Paris, dans le cadre du séminaire sur l’industrie de défense.

## Vie privée
Emmanuel Chiva est marié et père d’un enfant.

## Publications
- E. Chiva (à paraître) et JB. Colas : Défendre notre souveraineté : innover ou périr, Revue de la Défense Nationale
- E. Chiva Le soldat augmenté : Nouvelles technologies au service de l’augmentation des performances du combattant (Préface DSI, à paraître décembre 2021)
- E. Chiva, préface du livre « La guerre à ciel ouvert », V Rousset, décembre 2020
- E. Chiva, postface du livre « Innover en plein chaos », JB Colas, février 2020
- E. Chiva (Mai 2019) L’Intelligence Artificielle : un moteur de l’innovation de défense Française, Revue de la Défense Nationale
- E. Chiva (Mai 2018) Capturer l’innovation de défense : à la découverte de DIUx, Revue Défense & Industries, Fondation pour la Recherche Stratégique, Juin 2016
- E. Chiva (Avril 2018) Nouvelles technologies et art de la guerre, revue Questions internationales/dossier spécial Nouvelles technologies
- E. Chiva (mai 2017) Ne pas désarmer ! Réflexions sur l’intelligence artificielle, Lettre de l’AACheaR-IHEDN
- E. Chiva (Décembre 2016) La PME, fer de lance de l’innovation de défense Française, Revue Télécom
- E. Chiva (Décembre 2016), Du jeu vidéo à la simulation militaire : apports et désaccords, Magazine SILEX ID
- E. Chiva (2016) Innovation technologique de défense : ruptures et convergences, Revue Défense & Industries, Fondation pour la Recherche Stratégique, Juin 2016
- E. Chiva (2014), La simulation opérationnelle : le syndrome du caméléon, Revue Défense, Février 2015
- E. Chiva, P. Fiorini (2014) En mesure de … et prêt à… ! La simulation et l’entraînement au plus près de l’opérationnel, revue CAIA (magazine de la Confédération Amicale des Ingénieurs de l'Armement), n. de juin 2014
- E. Chiva (2013), Comment soutenir et encourager l’innovation technologique de défense en période de réduction des budgets et avec des ressources limitées en Europe et aux Etats-Unis ?, IHEDN AED, rapport réalisé en collaboration avec la United States Eisenhower School for National Security and Resource Strategy
- SCORPION : ce que la simulation va apporter  - Entretien avec Emmanuel Chiva – Directeur Général Délégué de Silkan - DSI n°91, avril 2013
- E.Chiva (2012) Enjeux et défis de la modélisation grâce aux progrès de L'intelligence Artificielle  - Cahiers de la DSRO
- E.Chiva (2012) Jeu Vidéo et Simulation : l’âge de maturité ? Doctrine Tactique
- E. Chiva (2012) A tale of two simulations, Proceedings of ITEC 2012
- E.Chiva, R. Roll (2009) Connaître et anticiper : l'apport de la simulation haute performance, Revue Défense Nationale et Sécurité Collective, Janvier 2009
- E.Chiva, R. Roll (2007) Simuler les « hyper-crises », Revue Défense Nationale et Sécurité Collective, Octobre 2007
- E.Chiva, H. Morlaye (2007) Se préparer à l’impensable : la simulation comportementale et la plate-forme d’entraînement à la gestion de crise TARANIS – Actes du Workshop Interdisciplinaire sur la Sécurité Globale (WISG’07), UTT
- E.Chiva, F. Morinière (2006) Tout ce qui n’est pas guerre est simulation, Revue Défense Nationale et Sécurité Collective, Juin 2006, pp 60-68
- E.Chiva (2005) Le gaz  la fourmi et le terroriste : Simuler les (f)acteurs humains, in « Faire Campagne en Ville », actes du séminaire Retour d’Expérience et Prospective, Revue DOCTRINES, Paris, 5 octobre 2005.
- J. Comptdaer, D. Bourguignon, E. Chiva (2005) – A new microscopic approach to crowd modelling applied to urban crisis management training, Behavior Representations in M&S 2005 – BRIMS 2005.
- E. Chiva, S. Delorme, S. Maruejouls, D. Bourguignon (2005) Adaptive Motivational Agents: A new technology for multi-level behaviour simulations, TESI 2005 – Innovation for Human Performance Excellence.
- P. Cantot, E. Chiva (2004) Transitioning Technologies From Videogames To Wargames : the DirectIA Case. Proceedings of the NATO modelling & simulation group workshop on exploitation of commercial games for military use, The Hague.
- E. Chiva, S. Delorme (2004) The Performance of Motivational Command Agents in a Command Post Training Simulation  - 2004 Conference on Behaviour Representation in Modelling and Simulation (BRIMS) – available on http://www.sisostds.org/conference/
- E.Chiva, J. Devade, J.Y Donnart and S. Maruéjouls (2003) Motivational Graphs: A New Architecture for Complex Behaviour Simulation. In Rabin, S. (Ed). AI Game Programming Wisdom 2. pp 361-372. Charles River Media.
- E. Chiva et J-Y Donnart (2002) An Integrated Platform for Military Simulation Based on the DirectIA Kernel: Tactical Exercise Reconstruction Results, in NATO RTO Meeting Proceedings, Future Modelling and Simulation Challenges, pp 15-1/15-21
- E. Chiva, J-Y Donnart, P. Chavannat (2001) Apport de la théorie des systèmes complexes pour la simulation opérationnelle, Proceedings of the International Symposium on Information Superiority, Tools for Crisis & Conflict Management, French Air Naval and Aerospace Association,
- N. Hassoumi, E. Chiva and P. Tarroux (1997) A neural model of preattentional and attentional visual search, Vision Research
- E.Chiva (1996) Une approche connexionniste et génétique des interactions génotype-phénotype. Application à l'étude du réseau de régulation des protéines à l'aide de la théorie des automates – Thèse de doctorat, mention Très Honorable à l’unanimité.
- E. Chiva et Tarroux (1996), Modelling the emergence of coregulated proteins in biological regulation networks, in Computation in Cellular and Molecular Biological Systems, Cuthbertson R., Paton R. et Holcombe M. (Eds), World Scientific Publishing Company: Singapour.
- E. Chiva et Tarroux (1995), Evolution of Biological Regulation Networks Under Complex Environmental Constraints, Biological Cybernetics 73, pp. 323-334.
- E. Chiva et Tarroux (1994), Studying Genotype-Phenotype Interactions: a Model of the Evolution of the Cell Regulation Network, Proceedings of the International Conference on Evolutionary Computation, PPSN-III, Lecture Notes in Computer Science n.866, Y.Davidor, H-P. Schwefel et R. Männer (Eds),Springer-Verlag: Berlin, pp.26-35